# Hawkwind
Hawkwind est un groupe de rock britannique, originaire de Ladbroke Grove, à Londres, en Angleterre, qui s'est formé en 1969. Il est considéré comme l'un des pionniers du genre space rock.
Des dizaines de musiciens ont fait partie de Hawkwind au fil des années, et seul Dave Brock a été un membre constant du groupe. Parmi les figures marquantes, on peut citer Lemmy Kilmister, Nik Turner, Harvey Bainbridge, Del Dettmar, Dik Mik, Huw Lloyd-Langton, Robert Calvert, Paul Rudolph et plus tard, Ron Tree.

## Biographie

### Formation (1969)
Dave Brock et Mick Slattery sont d'anciens membres du groupe de psychédélique londonien Famous Cure, et une rencontre avec le bassiste John Harrison révèle un intérêt commun entre eux pour la musique électronique qui les mène à former un groupe. Le batteur Terry Ollis, 17 ans à l'époque, répond à une annonce, et Nik Turner et Michael « Dik Mik » Davies, leur offrent de les aider pour les instruments et transports (road crew).
Ils adoptent dans un premier temps, et à la dernière minute, le nom de Group X pour un concours durant lequel ils jamment sur Eight Miles High des Byrds. Le DJ de la BBC Radio 1, John Peel, assiste à leur prestation et, impressionné, demande à Douglas Smith de les signer au label Liberty Records.
Le groupe se rebaptise Hawkwind après avoir adopté les noms de Group X et Hawkwind Zoo. Une session aux studios Abbey Road prend place pour enregistrer des démos de Hurry on Sundown et autres (dont une version remasterisée de l'album Hawkwind), après laquelle Slattery quitte pour être remplacé par Huw Lloyd-Langton.

### Années 1970–1990
Dans une première phase, le groupe préfère privilégier le spectacle scénique global avec des projections d'images et de ce qui deviendront des clips, plutôt que de mettre en avant tel ou tel musicien. Des danseuses sont ajoutées en avant-scène ; Del Dettmar joue souvent derrière les rideaux de la scène à l'abri des regards du public, tandis que deux batteurs (à partir de 1974) scandent les hymnes répétitifs. Cette époque est marquée par la sortie de disques comme Doremi Fasol Latido, In Search of Space et le live Space Ritual. À cette époque, la musique, les paroles et le spectacle scénique évoquent des guerriers célestes, combattant contre ou avec les forces primitives de l'univers, pionniers du mouvement des travellers (et de l'imagerie des films de la Guerre des Étoiles) et succédant à celui des beatniks.
Cette période culmine avec l'intervention de l'écrivain britannique de science-fiction et d'heroic fantasy Michael Moorcock qui déclame poésies et incantations sur scène. Il figure notamment sur le disque Warrior on the Edge of Time et il est visible, sur scène, en 1985 sur la vidéo et le DVD de la tournée Chronicle of the Black Sword inspirée de son cycle d'Elric.
Robert Calvert apporte la première personnalisation et mise en avant d'un membre du groupe. Il se déguise sur scène, adoptant un jeu théâtral, un peu à l'image de Peter Gabriel avec Genesis. La musique s'en ressent sur le disque Quark Strangeness and Charm. Les guerriers célestes deviennent marabouts dans les années 1980, évoquant des histoires de cryogénisation des corps ou reprenant le personnage de Hell's Angel post guerre atomique qu'est Hell Tanner du livre de Roger Zelazny Damnation Alley Way, sans oublier la recherche en physique fondamentale (notamment, sur les quarks, dont deux saveurs sont nommées strange et charm, d'où le nom Quark Strangeness and Charm).
Après la mort de Robert Calvert, le groupe, réduit à Dave Brock, aborde l'écologie et les Indiens (Electric Teepee) mais continue à reprendre des thématiques liées à la science-fiction et aux extra-terrestres (Alien 4, Area 54).

### Nouveaux albums (2000–2009)

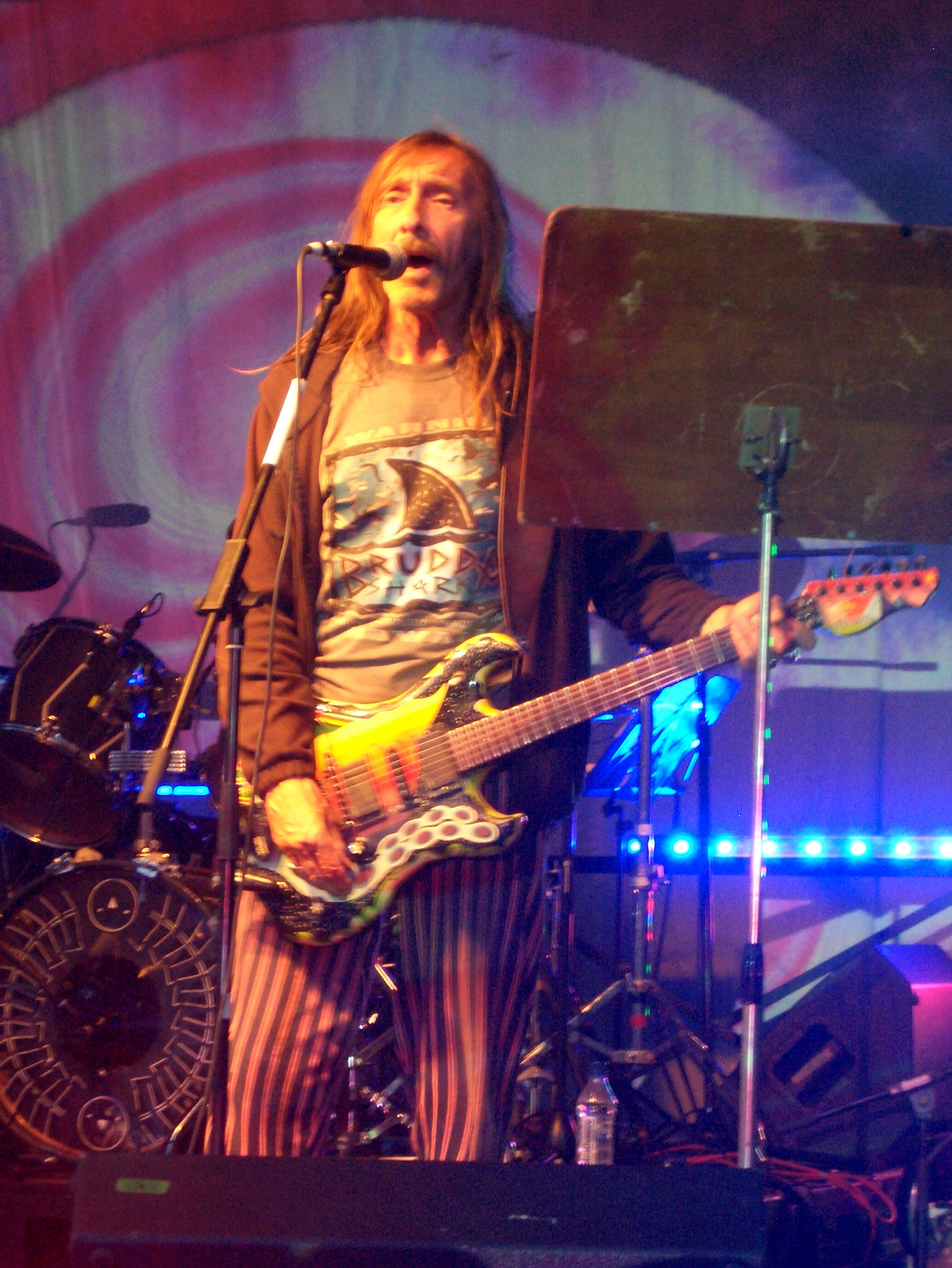
Dave Brock en live sur scène avec Hawkwind au festival Skyfest en 2009

Hawkestra — un événement qui fait participer les anciens et actuels membres — est organisé en parallèle à leur trentième anniversaire et à la sortie du coffret  Epocheclipse – 30 Year Anthology, mais des problèmes logistiques repoussent la sortie au 21 octobre 2000. Elle prend place à la Brixton Academy avec comme invitée Samantha Fox qui chante Master of the Universe. D'une apparition au Canterbury Sound Festival en août 2001, résulte à un autre album live Canterbury Fayre 2001, avec Lloyd-Langton, House, Kniveton et Arthur Brown sur Silver Machine. Le groupe organise un premier festival sur un week-end, nommé Hawkfest, à Devon, à l'été 2002. Brown se joint au groupe en 2002 pour une tournée hivernale.
En 2005, un nouvel album, Take Me to Your Leader, est publié. Enregistré avec Brock/Davey/Chadwick, l'album fait participer le claviériste Jason Stuart, Arthur Brown, la personnalité télévisée Matthew Wright, Lene Lovich, Simon House et Jez Huggett. Il est suivi en 2006 par le CD/DVD Take Me to Your Future.
Le groupe fait l'objet d'un documentaire intitulé Hawkwind: Do Not Panic diffusé sur la BBC Four le 30 mars 2007 et rediffusé le 10 août 2007. Malgré la participation de Brock à l'album, il n'apparait pas au programme,
En décembre 2006, Alan Davey quitte officiellement Hawkwind pour enregistrer avec deux nouveaux groupes : Gunslinger et Thunor. Il est remplacé par Mr Dibs, membre de longue date du road crew. Le groupe joue au festival annuel Hawkfest et tourne en tête d'affiche au festival Nearfest. À la fin 2007, Tim Blake se joint au groupe aux claviers et au theremin. À la fin 2008, Atomhenge Records (succursale de Cherry Red Records) réédite le catalogue des albums de Hawkwind des années 1976 à 1997 pour des anthologies triple CD Spirit of the Age et The Dream Goes On (Anthology 1985–97).
En 2009, le groupe joue occasionnellement avec Jon Sevink, des Levellers, au violon. Plus tard dans l'année, Hawkwind s'embarque dans une tournée spéciale 40 ans.

### Période Eastworld (depuis 2010)
Le 21 juin 2010, Hawkwind sort l'album Blood of the Earth chez Eastworld Records.
En 2011, Hawkwind tourne en Australie pour la seconde fois. Avril 2012 voit la sortie de l'album Onward, encore une fois chez Eastworld. Le claviériste Dead Fred rejoint Hawkwind sur sa tournée 2012 pour Onward et en reste longtemps membre. En novembre 2012, Brock, Chadwick et Hone — crédités sous le nom de Hawkwind Light Orchestra — publient Stellar Variations chez Esoteric Recordings.
En février 2014, pendant la performance Space Ritual, Hawkwind joue à l'O2 Shepherd's Bush Empire avec Brian Blessed pour des morceaux de spoken word de Sonic Attack ; un enregistrement studio de cette performance est publié comme single en septembre 2014.
Le groupe sort l'album The Machine Stops le 15 avril 2016. L'album marque la première apparition de Wheaton sur un album de Hawkwind, et le premier album sans Tim Blake.
En novembre 2016, Hawkwind annoncer un nouvel album studio, intitulé Into the Woods.

## Membres
- Dave Brock - chant, guitare, claviers
- Tim Blake - claviers, chant
- Richard Chadwick - batterie, chant
- Mr Dibs - chant, violoncelle, basse
- Niall Hone - basse, guitares, sampling, synthétiseur, claviers

## Discographie
- 1970 : Hawkwind
- 1971 : In Search of Space
- 1972 : Doremi Fasol Latido
- 1973 : Space Ritual (live)
- 1974 : Hall of the Mountain Grill
- 1975 : Warrior on the Edge of Time
- 1976 : Astounding Sounds, Amazing Music
- 1977 : Quark, Strangeness and Charm
- 1978 : 25 Years On (« Hawklords »)
- 1979 : PXR5
- 1980 : Levitation
- 1981 : Sonic Attack
- 1982 : Church of Hawkwind
- 1982 : Choose Your Masques
- 1985 : The Chronicle of the Black Sword
- 1988 : The Xenon Codex
- 1990 : Space Bandits
- 1992 : Electric Tepee
- 1993 : It Is the Business of the Future to Be Dangerous
- 1995 : White Zone (« Psychedelic Warriors »)
- 1995 : Alien 4
- 1997 : Distant Horizons
- 1999 : In Your Area
- 2000 : Spacebrock
- 2005 : Take Me to Your Leader
- 2006 : Take Me to Your Future
- 2010 : Blood of the Earth
- 2012 : Onward
- 2016 : The Machine Stops
- 2017 : Into the Woods
- 2019 : All Aboard The Skylark
- 2020 : Carnivorous
- 2021 : Somnia
- 2023 : The Future Never Waits
- 2024 : Stories from Time and Space
- 2025 : There Is No Space for Us